# La Cumbre (wulkan)

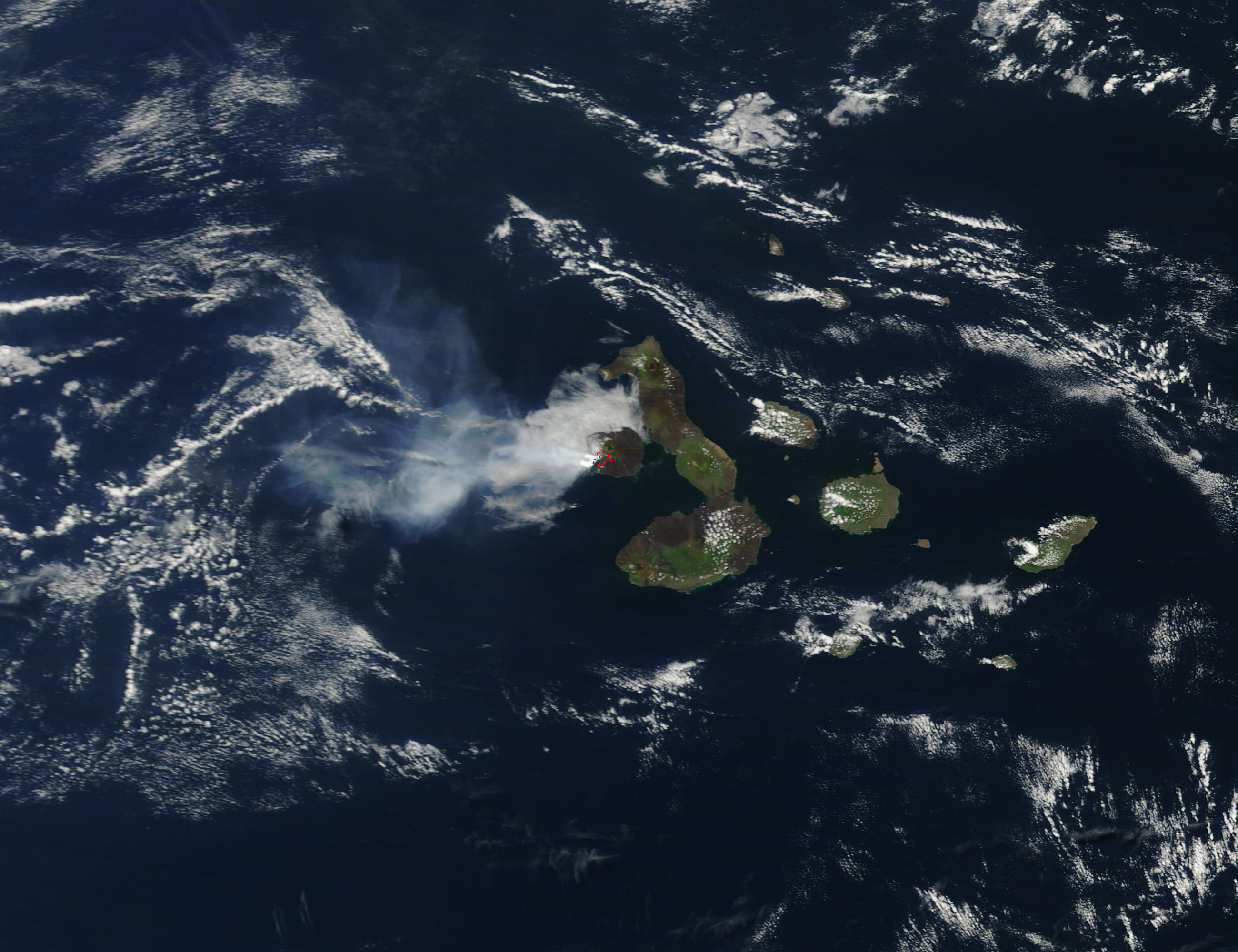
Zdjęcie satelitarne wulkanu La Cumbre wykonane przez satelitę NASA – Terra podczas wybuchu w 2009 roku – na zdjęciu widoczna jest chmura popiołów

La Cumbre – czynny wulkan na wyspie Fernandina w archipelagu Galapagos. Wznosi się na wysokość 1476 m n.p.m. i jest najwyższym szczytem tej wyspy. Ostatnia erupcja miała miejsce we wrześniu 2017 roku.

## Nazwa
Inne nazwy wulkanu to „Fernandina”, „Narborough” i „Plata”.

## Opis
La Cumbre (1476 m n.p.m.) jest najwyższym szczytem wyspy Fernandina w archipelagu Galapagos. Jest to czynny wulkan tarczowy, znajdujący się najbliżej pióropusza płaszcza ze wszystkich wulkanów Galapagos. Jego kaldera ma wymiary 5 × 6,5 km. W 1968 roku kaldera zapadła się po wybuchu o 350 m a po wybuchu w 1988 roku zapadła się jej wschodnia ściana. 

## Erupcje
La Cumbre jest najbardziej aktywnym z wulkanów Galapagos. Erupcje miały miejsce w latach: 1814, 1817, 1819, 1825, 1846, 1888, 1917, 1926, 1927, 1937, 1958, 1961, 1968, 1972, 1973, 1977, 1978, 1981, 1984, 1988, 1991, 1995, 2005, 2009 i 2017. 
Ostatni wybuch La Cumbre odnotowano we wrześniu 2017 roku. Podczas erupcji w 2009 chmura popiołów wulkanicznych rozciągała się na przestrzeni 150 km w kierunku południowo-zachodnim.